# Casa Pelegrina Alba
La Casa Pelegrina Alba és una obra de Vilanova i la Geltrú (Garraf) protegida com a Bé Cultural d'Interès Local.

## Descripció
Es tracta d'un habitatge entre mitgeres amb pati posterior, originalment destinat a habitatge unifamiliar.
L'edifici es compon de planta baixa i dos pisos sota coberta plana de la que sobresurt una torratxa i coberta inclinada posterior. Consta de dues crugies, amb l'escala lateral que actualment dona accés a totes les plantes i originalment ho feia exclusivament a la planta principal.
Les parets de càrrega són de paredat comú i totxo. Els forjats són de bigues de fusta de melis i revoltó ceràmic. El terrat és a la catalana.
La façana està formada a partir de dos eixos verticals que es corresponen amb les dues crugies. La planta baixa té dos sòcols i dos portals. El primer i segon pis tenen dos balcons, els superiors de menys amplada d'obertura i enrasats a la façana. Totes les obertures tenen llinda. A sobre de les obertures dels balcons hi ha trencaaigües. El coronament és amb cornisa i barana de terrat.